# هرم G3-a

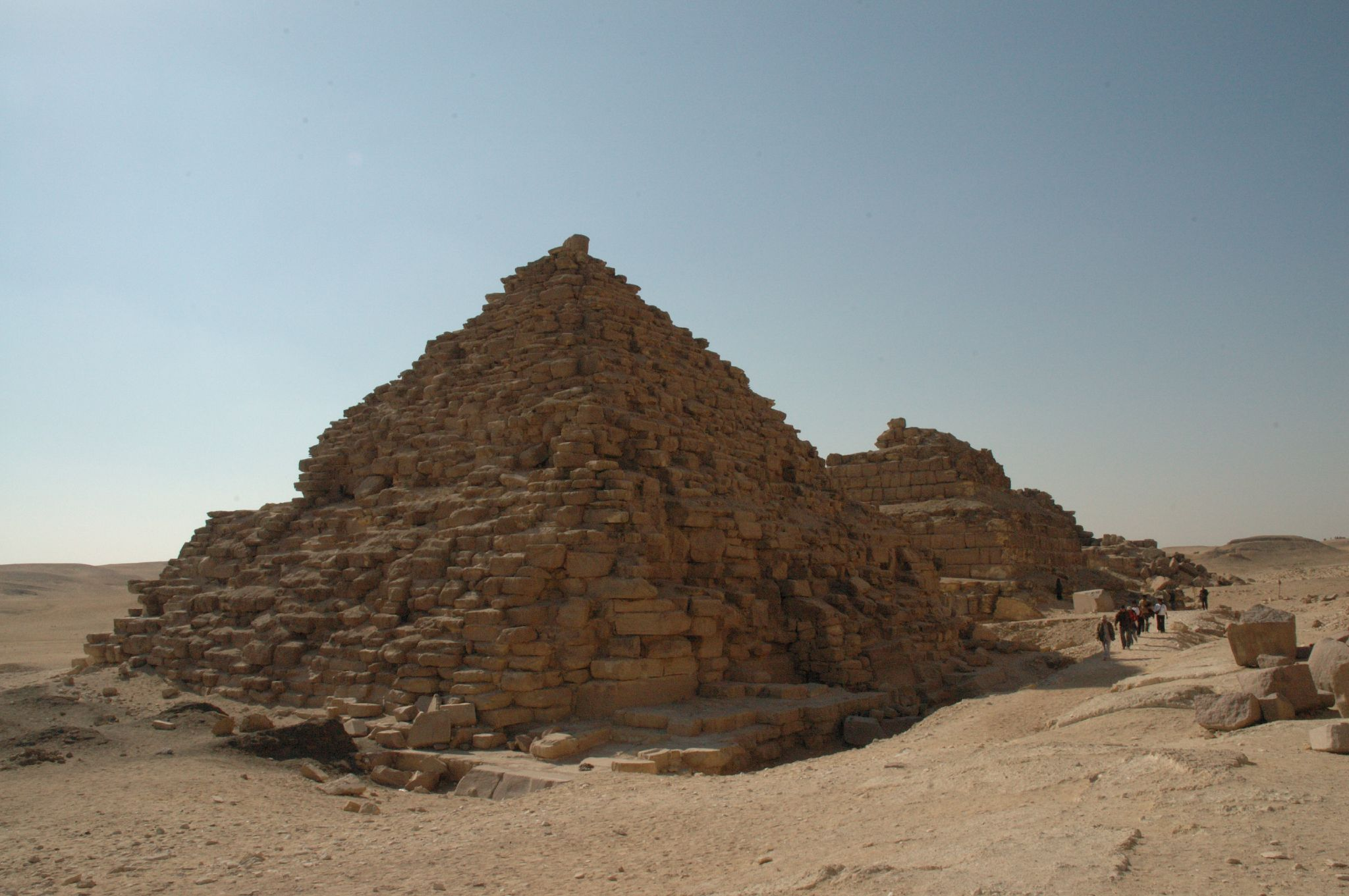
الهرم G3-a، ينظر إلى الجنوب الغربي

هرم G3-a (أيضًا G3a، G3 c، GIIIa) هو أحد رفقاء الهرم الثلاثة هرم منقرع. تقع على الجانب الجنوبي من هرم منقرع في مقبرة الجيزة. وهي أقصى الشرق من أهرامات الملكات الثلاثة. تم بناء الهرم في عهد الأسرة الرابعة في مصر، ويفترض أن يكون لإحدى زوجات منقرع. كان عالم الآثار الأمريكي جورج أندرو رايزنر «واثقًا» من أن المبنى يضم خامرنيبتي الثاني، ولكن هذا بعيد كل البعد عن اليقين.
إنه هرم حقيقي، قاعدته 44 متر (144 قدم) مربع كان ارتفاعه الأصلي 28.4 متر (93 قدم). يحتوي الهيكل على غرفة على شكل حرف T منحوتة من غرفة النوم، ويفتح لها مدخل على الوجه الشمالي للمبنى. يرى عالم الآثار الأمريكي مارك لينر أن هذا الأمر مشابه لتصميم قمر صناعي أو هرم كا. حقيقة أن الهيكل كان يحتوي في يوم من الأيام على تابوت من الجرانيت الوردي، دفع العلماء إلى التكهن بأنه ربما أعيد استخدامه كمقبرة لدفن الملكة، أو أنه كان بمثابة كنيسة صغيرة حيث تم تحنيط جسد منقرع.

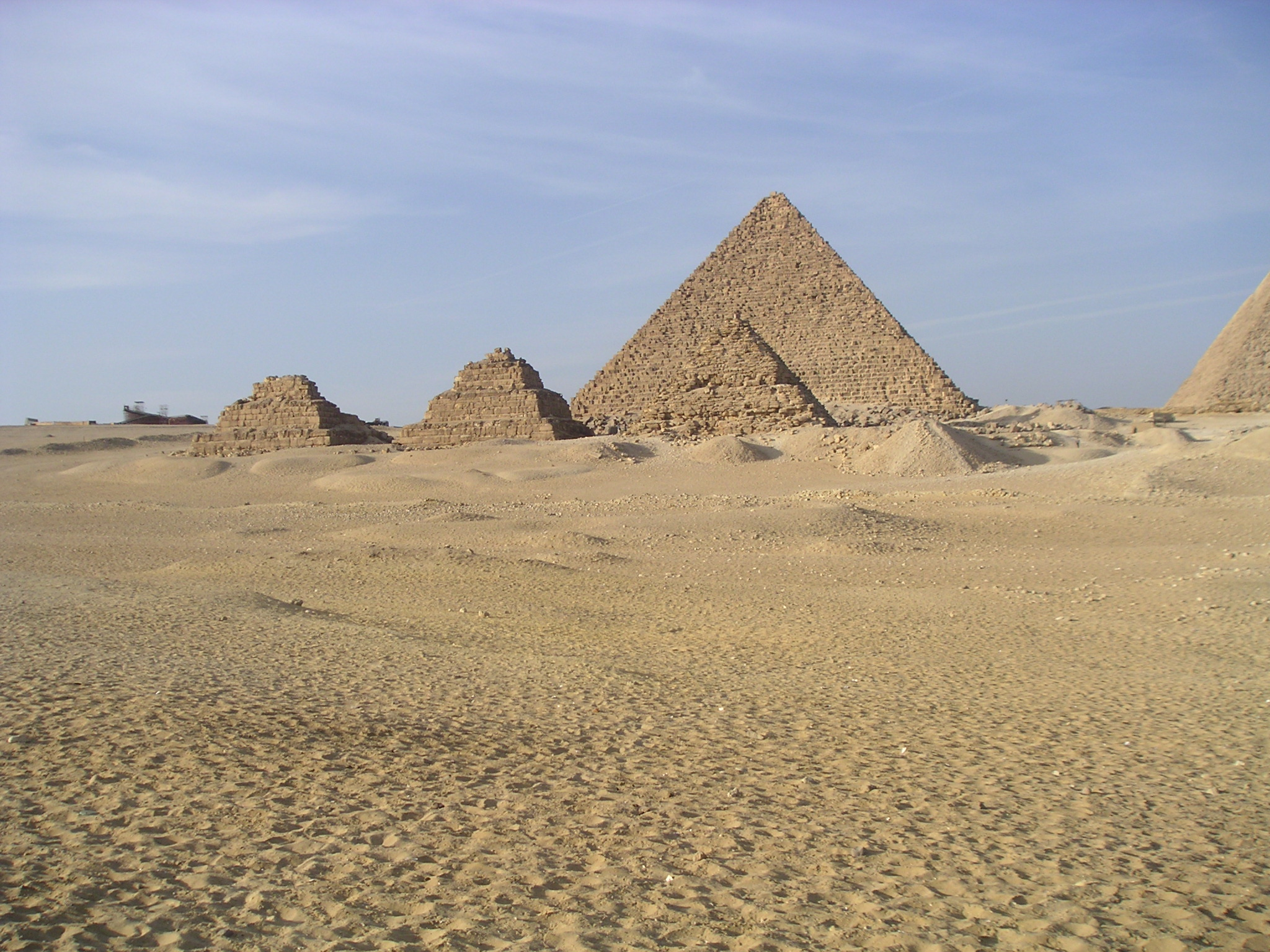
رفقاء الهرم، وهرم منقرع في الخلفية. الهرم G3-a هو أقصى يمين الأهرامات الثلاثة الصغيرة.

## روابط خارجية
- الهرم G3-a في ديجيتال جيزة